# John Ruddy
John Thomas Gordon Ruddy, né le 24 octobre 1986 à St Ives, est un footballeur international anglais qui évolue au poste de gardien de but à Newcastle United.

## Biographie
John Ruddy commence sa carrière avec Cambridge United avant d'être transféré à Everton ou en cinq ans il ne jouera qu'un seul match avec les Toffees et il sera prêté à plusieurs clubs jusqu'à son transfert à Norwich City en 2010 ou il est le gardien titulaire.
Le 10 juillet 2017, il rejoint Wolverhampton Wanderers.

## Équipe d'Angleterre
Roy Hodgson, alors sélectionneur national, songe à lui offrir sa première sélection le 2 juin 2012 contre la Belgique (victoire 1 à 0). Cependant, la date correspond à celle de son mariage. Il est tout de même prévu comme troisième gardien mais n'entre pas en jeu.
Le 16 mai 2012, il est convoqué dans la liste des vingt-trois joueurs pour l'Euro 2012. Il déclare cependant forfait le 25 mai après s'être cassé un doigt.
Ruddy honore sa seule sélection en jouant une mi-temps contre l'Italie en août 2012 (victoire 2-1) à Berne.

## Palmarès

### En club
- Wolverhampton Wanderers
  - Champion d'Angleterre de deuxième division en 2018.

### Distinction personnelle
- Membre de l'équipe-type du Championnat d'Angleterre de deuxième division en 2018[2].